# Grand Declaration of War
Grand Declaration of War es el segundo álbum de estudio de la banda noruega de black metal Mayhem, publicado el 6 de junio del 2000 a través de los sellos discográficos Season of Mist y Necropolis. Este fue el primer disco de larga duración grabado por el bajista original Jørn «Necrobutcher» Stubberud, el vocalista Sven Erik «Maniac» Kristiansen y el guitarrista Rune «Blasphemer» Eriksen y contó además con la participación de Anders Odden, Øyvind Hægeland y Tore Ylwizaker.
Este trabajo, de acuerdo con los integrantes del grupo, puede considerarse una continuación del EP Wolf's Lair Abyss (1997), aunque en cuanto a su sonido, adopta un toque industrial con incorporación de sintetizadores y con unos riffs más lentos. Por su parte, respecto a las voces, Maniac canta, chilla e incluso se atreve con el spoken word y con sonidos robóticos. El álbum recibió principalmente reseñas negativas por su alejamiento del característico black metal tradicional del conjunto y el acercamiento hacia un sonido de alta complejidad compositiva, con composiciones de múltiples cambios de ritmo, tempo y melodía, algo en lo que la banda no había experimentado antes.

## Trasfondo
De Mysteriis Dom Sathanas, el álbum debut de Mayhem, salió a la venta en mayo de 1994, tras el asesinato de su guitarrista y fundador Øystein «Euronymous» Aarseth a manos del bajista Varg «Count Grisnackh» Vikernes con la complicidad del también guitarrista Snorre «Blackthorn» Ruch. Durante el funeral, el batería Jan Axel «Hellhammer» Blomberg, el único integrante que quedaba en la banda, volvió a encontrarse con otro de los miembros originales; el bajista Jørn «Necrobutcher» Stubberud, el cual había abandonado el conjunto en 1991 tras una discusión con Euronymous. Por aquellos momentos, Necrobutcher formaba parte del proyecto Fleshwounds con otro ex componente de Mayhem, el vocalista Sven Erik «Maniac» Kristiansen, que había grabado el EP Deathcrush. Los tres tomaron la decisión de continuar con la carrera del grupo y su primera opción para el puesto de guitarrista fue el propio Blackthorn, sin embargo, ante la expectativa de tener que esperar cinco años por su salida de la cárcel, él mismo recomendó al guitarrista Rune «Blasphemer» Eriksen.
La nueva formación hizo su debut con el EP Wolf's Lair Abyss en 1997, que la propia agrupación calificaría como la primera parte de Grand Declaration of War y en el que Blasphemer asumió el rol de compositor ya que según él mismo «siempre he sido muy decidido, siempre supe lo que quería escuchar y cuando sé que puedo hacer que las cosas funcionen hago todo lo que está a mi alcance para lograr ese resultado. Resulta además que soy el guitarrista, que es la persona que normalmente idea los riffs».

## Lista de canciones
Toda la música compuesta por Blasphemer, excepto «A Bloodsword and a Colder Sun (Part I of II)» y «A Bloodsword and a Colder Sun (Part II of II)», compuestas por Anders Odden y Blasphemer. Todas las letras escritas por Maniac.

| N.º   | Título                                           | Duración |  |
| 1.    | «A Grand Declaration of War»                     | 4:14     |  |
| 2.    | «In the Lies Where upon You Lay»                 | 5:59     |  |
| 3.    | «A Time to Die»                                  | 1:48     |  |
| 4.    | «View from Nihil (Part I of II)»                 | 3:04     |  |
| 5.    | «View from Nihil (Part II of II)»                | 1:16     |  |
| 6.    | «A Bloodsword and a Colder Sun (Part I of II)»   | 0:33     |  |
| 7.    | «A Bloodsword and a Colder Sun (Part II of II)»  | 4:27     |  |
| 8.    | «Crystalized Pain in Deconstruction»             | 4:09     |  |
| 9.    | «Completion in Science of Agony (Part I of II)»  | 9:44     |  |
| 10.   | «To Daimonion (Part I of III)»                   | 3:25     |  |
| 11.   | «To Daimonion (Part II of III)»                  | 4:52     |  |
| 12.   | «To Daimonion (Part III of III)»                 | 0:07     |  |
| 13.   | «Completion in Science of Agony (Part II of II)» | 2:14     |  |
| 45:58 |                                                  |          |  |

## Créditos
| - Necrobutcher - bajo - Maniac - voz - Hellhammer - batería - Blasphemer - guitarra Músicos de sesión - Anders Odden - programación en «A Bloodsword and a Colder Sun» - Øyvind Hægeland - voz en «Completion in Science of Agony» - Tore Ylwizaker - sampling en «Completion in Science of Agony» | Producción - Børge Finstad - producción e ingeniería - Morten Lund - masterización - Sebastian Ludvigsen - fotografía - Mark Francombe Red - portada |